# Musique kurde
 (septembre 2009).
Si vous disposez d'ouvrages ou d'articles de référence ou si vous connaissez des sites web de qualité traitant du thème abordé ici, merci de compléter l'article en donnant les références utiles à sa vérifiabilité et en les liant à la section « Notes et références ».
La musique kurde (Muzîk û strana kurdî) est la musique du peuple kurde, disséminé sur quatre États. Malgré l'inexistence d'un État indépendant, ce peuple a su préserver une musique spécifique, avec ses variétés régionales. En raison notamment de l'absence d'unité linguistique, religieuse et politique du peuple kurde, mais aussi de l'éloignement géographique (régions montagneuses), ainsi que du rôle important des tribus, la musique kurde est caractérisée par une grande diversité.

## Histoire
La musique kurde traditionnelle n'est pas le fruit d'académies, mais l'héritage de trois types de « troubadours » : conteurs (çîrokbêj), ménestrels  (stranbêj) et bardes (dengbêj). Quant aux chants, ils interviennent souvent dans des contextes festifs selon qu'il s'agit de musique « de jour » ou « de nuit » et ils sont de nature :
- épique ; le lawk ou lo delal est la forme ancienne du chant a cappella ou accompagné au tambûr, au kamânche ou au daf. Il se joue sur les maqâmat kurdes (bayan ou hijaz) et est répandu dans le nord.
- martiale, passionnelle ; l'hayran désigne une ancienne forme de chant de veillée de barde (plus simple que le lawk) répandu au sud. Il est accompagné au oud, saz, santour ou zarb.
- religieuse (lawje).

Il subsiste de manière très restreinte, une musique savante, d'une part comme maqâm (kord) de la musique arabe et turque, d'autre part comme suite de modes mystiques spécifiques et chromatiques différents de la musique iranienne. Parmi les instruments de musique kurdes, il y a le tembûr (saz et tambûr), le biziq (buzuq), le oud, le qernête (balaban), le bilûr (kaval), la cûzele (duzala), la zirne (zurna), le kamânche, le santour, le cembush (cümbüş), le daf, le dimbak (tombak) et le dohol. Comme bon nombre de leurs voisins, les Kurdes possèdent un patrimoine musical folklorique axé sur la paire hautbois (zurna) - tambour (dohol). Ceux-ci accompagnent les danses populaires dabkas, où les hommes se mettent en cercle ou demi-cercle, lors des festivités de mariages notamment.
La première anthologie de la musique kurde est publiée en 1986 sous la forme de 8 cassettes par Yekta Uzunoğlu a Bonn.[réf. nécessaire]

## Par pays

### Turquie
Parler ou chanter en kurde a longtemps été interdit en Turquie. Pourtant certains artistes réussissent à dépasser les interdits, au risque d'aller en prison ou en exil. Ainsi Mihemed Arif Cizrawî (1912-1986), Hesen Cizrawî, Şeroyê Biro, 'Evdalê Zeynikê, Si'îd Axayê Cizîrî, Miryem Xanê et Eyşe Şan, sont des musiciens reconnus[réf. nécessaire]. Le principal acteur qui a su enlever l'interdiction des albums kurdes en Turquie dans les années 1990 est Hasret Gültekin.
Né en Turquie, Şivan Perwer, est actuellement le musicien kurde le plus renommé. Nizamettin Ariç (en) ou « Feqiyê Teyra », y vit aussi après avoir été emprisonné et exilé. D'autres musiciens sont : Kazo, Hozan Diyar, Rashid Moussa, İbrahim Tatlıses, Ali Baran, Birader et Beytocan. Parmi les groupes : Koma Amed, Koma Denge Azadi, Çar Newa, et Agire Jiyan.

### Iran
En Iran, la situation du peuple kurde est plus simple puisqu'il n'y a pas d'interdit ethnique, mais simplement politique ou religieux, comme pour le reste des artistes iraniens. Ici, la musique kurde est très développée et a des implications religieuses.  De nombreuses traditions kurdes, telles que les Yarsanî, les Ahl-è Haqq ou les Qaderis possèdent une musique savante spécifique, basée sur un système modal à 72 maqâms, dont Ostad Elahi est un maître. Son fils, Chahrokh Elahi,  ainsi que le virtuose kurde Ali Akbar Moradi,, tentent également de sauvegarder cette musique en enregistrant une partie de ce patrimoine. Et notamment, les pièces musicales des Kurdes Yarsan vivant dans les chaînes de montagnes reculées d'Iran, avant que leurs voix et mélodies, ne se perdent avec le temps, comme disparurent es mélodies et poésies de Barbad.
Les modes principaux en sont : Abedini, Sheykh Amiri, Sahari, Saru Khwâni, Tarz, Jelo Shahi, Baba Nâ'usi, Chapi, Bâbâ Jalili, Bâbâ Faqi, Khâmushi, et Hejrani. Parmi les artistes fameux, on retiendra[style à revoir] Hasan Zirak (1921-1972), Muhammad Mamlê (1925-1998), Abbas Kamandi, Aziz Shahrokh, Hesen Derzi, Shehên Talabani, Sey Heme Sefayi, Usman Hewrami, Mazhar Xaliqi, et Khalid Rashid. Le groupe de la famille Kamkar est aussi mondialement connu à présent. Enfin, d'autres sont plus ou moins inclus dans la musique iranienne tels Said Ali Asghar Kordestani (1882 - 1936), Shahram Nazeri, Kayhan Kalhor, Mohammad Jalil Andalib], Mojtaba Mirzadeh, et Jamshid Andalibi.

### Irak
La situation est similaire en Irak avant l'ère de Saddam Hussein, qui a peu à peu interdit la culture kurde comme en Turquie, allant jusqu'à exécuter certains musiciens tel Erdewan Zaxolî. La musique ici est influencée tant par la musique iranienne (santour et tombak) que la musique arabe (oud).
Les artistes reconnus comprennent : Tehsîn Taha, Ali Merdan (1904-1981), Anwer Karadaghi, Karim Kaban, Eyaz Yûsif, 'Îsa Berwarî, Kawîs Axa, Shamal Sayib, Dilşad, Tania Arab, et l'ensemble Zalm.

### Syrie
Gerabêtê Xaço est un stranbêj connu ainsi que Muradê Kinê (Miradko) (aussi joueur de kamânche). Se'îd Yûsif (joueur de buzuq) était un virtuose des maqâms. D'autres musiciens peuvent encore être cités : Mihemed Şexo, Nizar, Nuhat, Adnan babê Hêço, Aram Tîgran, Mehmûd Ezîz et Mihemed Elî Şakir, Faris Bavê Fîras, Bangîn (Hikmet Cemîl), Miço Kendeş, Ehmedê Çep et Ciwan Haco.